# NGC 3880
NGC 3880 је елиптична галаксија у сазвежђу Велики медвед која се налази на NGC листи објеката дубоког неба.
Деклинација објекта је + 33° 9' 44" а ректасцензија 11h 46m 22,2s. Привидна величина (магнитуда) објекта NGC 3880 износи 13,9 а фотографска магнитуда 14,9. NGC 3880 је још познат и под ознакама MCG 6-26-33, CGCG 186-43, NPM1G +33.0230, PGC 36712.